# Alegeri legislative în Elveția, 1955
Alegerile parlamentare din Elveția, 1955 au fost alegeri parlamentare ce au avut loc în Elveția, în 1955.
| Partidul                                | Abrv. | Nr. Locuri | %    |
| --------------------------------------- | ----- | ---------- | ---- |
| Partidul Social Democratic              | SP    | 53         | 27.0 |
| Partidul Liber Democratic din Elveția   | FDP   | 50         | 23.3 |
| Partidul Creștin Democratic din Elveția | CVP   | 47         | 23.2 |
| Partidul Poporului Elvețian             | SVP   | 22         | 12.1 |
| Cercul Independenților                  | LdU   | 10         | 5.5  |
| Partidul Liberal din Elveția            | LPS   | 5          | 2.2  |
| Partidul Muncitoresc Elvețian           | PdA   | 4          | 2.6  |
| Partidul Democratic                     | DP    | 4          | 2.1  |
| Partidul Evangheliștilor                | EVP   | 1          | 1.1  |
| Altele partide                          | ---   | 0          | 0.9  |